# Tessa Appeldoorn
Tessa Appeldoorn (* 29. April 1973 in Utrecht) ist eine ehemalige niederländische Ruderin. 

## Sportliche Karriere
Tessa Appeldoorn erreichte bei den Junioren-Weltmeisterschaften 1990 den fünften Platz im Doppelvierer, 1991 belegte sie den achten Platz im Doppelzweier. 1993 erreichte sie beim Nations-Cup, dem Vorgängerwettbewerb der U23-Weltmeisterschaften den vierten Platz im Doppelvierer und den zweiten Platz im Vierer ohne Steuerfrau.
Bei den Weltmeisterschaften 1994 in Indianapolis trat die 1,77 m große Ruderin erstmals bei Weltmeisterschaften im Erwachsenenbereich an und belegte mit dem niederländischen Achter den vierten Platz. Im Jahr darauf gewann der Achter bei den Weltmeisterschaften 1995 in Tampere die Bronzemedaille hinter den Booten aus den Vereinigten Staaten und aus Rumänien. Im Jahr darauf belegten die Niederländerinnen den sechsten Platz bei den Olympischen Spielen 1996 in Atlanta.
Im nacholympischen Jahr verpasste der Achter bei den Weltmeisterschaften 1997 auf dem Lac d’Aiguebelette in Frankreich den Finaleinzug und belegte den achten Platz. 1998 in Köln ruderte Appeldoorn nicht im Achter, sondern im Vierer ohne Steuerfrau und gewann Bronze hinter den Booten aus der Ukraine und aus Kanada. 1999 kehrte Tessa Appeldoorn zurück in den niederländischen Achter und belegte den vierten Platz bei den Weltmeisterschaften. Im Jahr darauf gewann das niederländische Boot hinter den Rumäninnen die Silbermedaille bei den Olympischen Spielen in Sydney.
Tessa Appeldoorn ruderte für den URV Viking in Utrecht.

## Medaillen
- Weltmeisterschaften 1995: Bronze mit dem Achter (Tessa Appeldoorn, Femke Boelen, Anneke Venema, Marieke Westerhof, Muriel van Schilfgaarde, Meike van Driel, Tessa Knaven, Rita de Jong und Steuerfrau Jissy de Wolf)
- Weltmeisterschaften 1998: Bronze mit dem Vierer ohne Steuerfrau (Tessa Appeldoorn, Nelleke Penninx, Carin ter Beek, Christine Vink)
- Olympische Spiele 2000: Silber mit dem Achter (Anneke Venema, Carin ter Beek, Nelleke Penninx, Pieta van Dishoeck, Eeke van Nes, Tessa Appeldoorn, Marieke Westerhof, Elien Meijer und Steuerfrau Martijntje Quik)